# Condado de Fairfax
O Condado de Fairfax (em inglês:  Fairfax County) é um dos 95 condados do estado americano da Virgínia. A sede do condado é Fairfax, e sua maior cidade é Alexandria. Foi fundado em 1742 e faz parte da região metropolitana de Washington, D.C..
O condado possui uma área de 1 052 km², dos quais 1 013 km² estão cobertos por terra e 39 km² por água, uma população de 1 081 726 habitantes, e uma densidade populacional de 1 068,3 hab/km² (segundo o censo nacional de 2010). É o condado mais populoso da Virgínia e o 36º mais populoso dos Estados Unidos.